# Séisme de 1939 à Chillàn
Le séisme de Chillán de 1939 est un tremblement de terre intraplaque qui s'est produit dans la vallée centrale du Chili, le 24 janvier 1939 à 23 h 32 heure locale.

## Caractéristiques

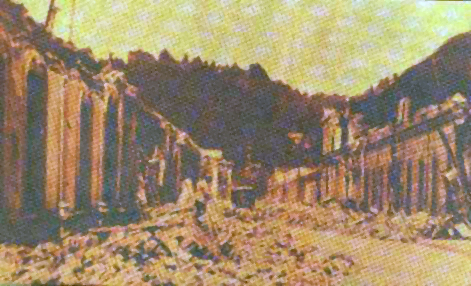
Ruines d'une rue de la ville de Concepción (Chili).

Il a des magnitudes estimées de 7,8 MW ou 8,3 Mw.
Il est considéré comme le séisme ayant fait le plus de pertes humaines au Chili, le bilan étant estimé entre vingt-quatre mille et trente mille personnes, dont seulement 5 685 ont été recensées.
Son épicentre se trouve dans la commune de Quirihue, affectant principalement la ville de Chillán, qui fut détruite. Sur les 41 000 habitants de Chillán à cette époque, plus de 25 000 ont péri dans le séisme et sur les 3 526 bâtiments que compte la ville, 1 645 se sont totalement effondrés.
Les autorités estimèrent que dans les provinces de Linares, Maule, Ñuble et Concepción, qui furent les plus affectées, un total de 608 260 personnes sont touchées (d'autres sources parlent de 1 765 000 victimes) dont plus de 250 000 furent sans-abris.
Cela force le gouvernement de Pedro Aguirre Cerda à mettre en œuvre des changements politiques et sociaux dans le pays, tels que la création de la Corporación de Reconstrucción et de la Corporación de Fomento de la Producción, en plus de la législation sur les normes de construction.

## Aide internationale

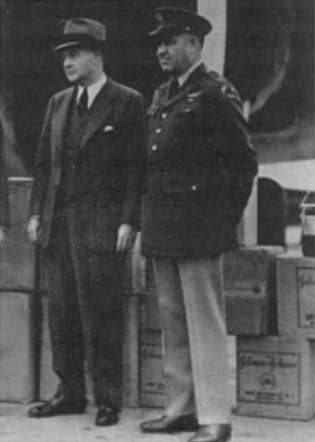
Un agent de la Croix-Rouge américaine et le Major Caleb V. Haynes supervisent le chargement de matériel médical d'urgence à bord du XB-15, début 1939.

Les croiseurs de la Royal Navy HMS Ajax (22) et HMS Exeter (68) de passage à Valparaiso le jour du séisme apportèrent leur aide. Ils arrivèrent dans le port de Talcahuano et leurs équipages participa aux secours, au maintien de l'ordre et évacuant des centaines de réfugiés.
Le croiseur école français Jeanne d'Arc participe au sauvetage des victimes du tremblement de terre en compagnie de la marine britannique. En remerciement, à Chillán, une avenue a été baptisée du nom d'Avenida Francia.
Le prototype de bombardier Boeing XB-15 effectue une mission de secours, transportant du matériel médical. Commandé par le major Caleb V. Haynes, l'appareil transporte 1 470 kg de matériel d'urgence de la Croix-Rouge américaine à Santiago, faisant seulement deux escales au cours du voyage, à France Field, dans la zone du canal de Panama, et à Lima au Pérou,,. Haynes reçoit le Distinguished Flying Cross et l'ordre du Mérite du Chili, et l'ensemble de l'équipage gagne le MacKay Trophy (en).